# Госейнабад (Хомейн)
Госейнабад (перс. حسين اباد) — село в Ірані, у дегестані Ашна-Хвор, у Центральному бахші, шагрестані Хомейн остану Марказі. За даними перепису 2006 року, його населення становило 236 осіб, що проживали у складі 53 сімей.

## Клімат
Середня річна температура становить 10,66 °C, середня максимальна – 29,36 °C, а середня мінімальна – -11,24 °C. Середня річна кількість опадів – 220 мм.
| Клімат поселення                              | Клімат поселення | Клімат поселення | Клімат поселення | Клімат поселення | Клімат поселення | Клімат поселення | Клімат поселення | Клімат поселення | Клімат поселення | Клімат поселення | Клімат поселення | Клімат поселення | Клімат поселення |
| Показник                                      | Січ.             | Лют.             | Бер.             | Квіт.            | Трав.            | Черв.            | Лип.             | Серп.            | Вер.             | Жовт.            | Лист.            | Груд.            |                  |
| Середній максимум, °C                         | 5,29             | 7,09             | 11,08            | 17,66            | 22,98            | 28,06            | 29,36            | 29,13            | 24,62            | 18,39            | 11,81            | 6,52             |                  |
| Середня температура, °C                       | −2,97            | −1,16            | 2,82             | 9,40             | 14,73            | 19,81            | 23,60            | 23,39            | 18,87            | 12,63            | 6,05             | 0,78             |                  |
| Середній мінімум, °C                          | −11,24           | −9,44            | −5,43            | 1,13             | 6,47             | 11,56            | 17,84            | 17,64            | 13,12            | 6,90             | 0,30             | −4,97            |                  |
| Норма опадів, мм                              | 36               | 36               | 41               | 28               | 19               | 2                | 2                | 1                | 1                | 5                | 20               | 29               |                  |
| Середньомісячна швидкість вітру, м/с          | 1.30             | 1.87             | 2.37             | 2.56             | 2.36             | 2.21             | 2.10             | 2.08             | 2.00             | 1.78             | 1.48             | 1.26             |                  |
| Середньомісячна сонячна радіація, кДж/м²·день | 10141            | 13240            | 15786            | 18870            | 22763            | 26797            | 25749            | 24385            | 21693            | 16366            | 11647            | 9635             |                  |
| --------------------------------------------- | ---------------- | ---------------- | ---------------- | ---------------- | ---------------- | ---------------- | ---------------- | ---------------- | ---------------- | ---------------- | ---------------- | ---------------- | ---------------- |
| Джерело:                                      |                  |                  |                  |                  |                  |                  |                  |                  |                  |                  |                  |                  |                  |